# Ati y Mindhiwa
Ati y Mindhiwa es una película documental colombiana de 2016 dirigida, escrita y producida por Claudia Fischer. El documental fue estrenado en Colombia el 6 de octubre de 2016 y relata la historia de dos hermanas pertenecientes a la comunidad indígena arhuaca de la Sierra Nevada de Santa Marta que llegan a la ciudad de Bogotá. Participó en varios festivales internacionales como FILMAR, Viewster Online Film Festival, Cine Las Américas en Austin, Cinéma de Dournenez y Muestra Internacional Documental de Bogotá.

## Reparto
- Ana Milena Villafaña es Ati.
- Judith Margarita Villafaña es Mindhiwa.

## Premios y reconocimientos
- 2015 - Mejor Largometraje Documental, Festival Internacional de Cine de Madrid.
- 2015 - Mejor Documental, Latino & Iberian Film Festival.
- 2015 - Mejor Edición Documental, International Filmmaker Festival.
- 2015 - Mejor Largometraje Documental, St. Tropez International Film Festival.
- 2015 - Mejor Largometraje Documental, Festival Internacional de Cine de Tenerife.